# 고시 (행정규칙)

1807년 7월 4일 고시.

고시(告示) 또는 노티스(notice)는 행정 기관에서 국민에게 어떠한 내용을 알리는 것을 뜻하는 것이다.
특히 고시가 법령의 수권 (일정한 자격, 권한, 권리 따위를 특정인에게 부여하는 일)에 따라 법령을 보충하는 사항을 정하는 경우에는 근거 법령 규정과 결합하여 대외적 (나라나 사회의 외부에 관련되는. 또는 그런 것)으로 구속력 있는 법규명령의 효력을 갖는다

## 같이 보기
- 공표